# TL-6
Le TL-6 (ou Tian Long-6) (du chinois : 天龙, signifiant « dragon »), est un missile anti-navire chinois léger.

## Historique
Le développement du programme TL semble avoir pris son départ au milieu des années 1990. Les missiles qui en résultèrent furent identifiés sous les désignations de FL-8 (TL-10) et FL-9 (TL-6), au sein de la China National Aero Technology Import & Export Company (CATIC). L'existence de ce programme fut révélée au salon aéronautique de Zhuhai de 2004, par la China National Aero Technology Import & Export Company (CATIC).

## Caractéristiques
Le TL-6 et le TL-10 sont développés et produits par la Hongdu Aviation Industry Corporation (HAIC), et leur principe d'emploi est identique à celui de leurs équivalents français MM 15 TT et AS 15 TT. Il existe des milliers de petits navires d'attaque rapides et de patrouilleurs armés avec des missiles antinavires qui présentent une grande menace mais qui ne valent pas la peine (économiquement parlant) d'être engagés avec des missiles antinavires traditionnels, tels que le Harpoon ou l'Exocet, qui sont à l'origine destinés à détruire des navires de grande taille. En conséquence, il est devenu évident que le développement d'un missile de petite taille s'imposait, afin de pouvoir engager de manière viable des cibles de petite taille, bien que très dangereuses. Le TL-6, comme le TL-10, est la réponse chinoise à ce problème.
Alors que le TL-10 est spécifiquement conçu pour engager des navires dont le déplacement n'excède pas 500 tonnes, le TL-6 est prévu pour des navires plus gros, d'un déplacement pouvant atteindre 1 000 tonnes. Associé au missile C-704, qui engage des navires de 1 000 à 3 000 tonnes et à des missiles plus lourds, tel le C-802 qui attaque des navires plus gros, la Chine a développé une gamme complète de missiles, capable de couvrir l'ensemble des cibles potentielles existantes dans le monde. Des sources occidentales affirment que le missile iranien Nasr-1 serait basé sur le TL-6. Comme la version antinavire du C-701 et le TL-10, le TL-6 peut également être équipé d'un autodirecteur TV, interchangeable avec celui du TL-10.
Au salon aéronautique de Zhuhai de 2006, le constructeur révéla qu'un plan était déjà en cours de développement afin d'installer le missile sur diverses plateformes, incluant des avions, des navires et des véhicules terrestres. Cependant, comme pour la plupart des missiles antinavires légers actuels, aucune version ne sera lancée depuis les sous-marins. Actuellement, la version qui est opérationnelle est la version antinavire désignée JJ/TL-6 lors de l'exposition, JJ étant l'abréviation de Jian-Jian (en chinois : « 舰舰 »), signifiant « navire-navire ».

## Versions dérivées

### FL-9
Le FL-9, ou Fei Long-9 (en chinois : « 飞龙 », signifiant « dragon volant »), est une version économique du TL-6, destinée à de la défense côtière. Suivant les traditions instaurées avec les missiles de la longue lignée des Silkworms, une version basée à terre avec des nécessités les plus faibles possibles a été développée ; comme le missile est installé dans un environnement contrôlé à l'intérieur d'un hangar, les contraintes de salinité, de température et d'humidité relative sont grandement diminuées. Comme il est conçu et déployé sur les terres, le missile peut fonctionner avec des systèmes d'acquisition/traitement d'informations délocalisés. Cet organisation prévient les interférences électromagnétiques, et, si le radar est attaqué, les dommages collatéraux seront bien moindres.

### Nasr-1
Le Nasr-1 est déclaré comme étant la version iranienne du TL-6, mais de nombreuses confusions existent à ce sujet, en raison du manque d'informations précises sur le sujet. Pendant que de nombreuses sources affirment qu'il est dérivé du TL-6, d'autres affirment qu'il serait basé sur un autre missile chinois, le C-704.

### TL-2
Une nouvelle version du TL-6 a fait ses débuts en public au 7e salon aéronautique de Zhuhai, qui se tenait fin 2008, en compagnie de son cousin de taille plus modeste le TL-1. Développé par la Hongdu Aviation Industry Corporation (HAIC), qui avait déjà produit le TL-10, le nouveau missile est désigné TL-2 et apparaît quasiment identique au TL-6.
Peu d'informations détaillés purent être obtenues lors de l'évènement, et, en se basant sur les quelques bribes techniques publiées en Chine, il est à supposer que le TL-1 soit un TL-10 amélioré, en particulier grâce à l'intégration d'une liaison de données. Cette caractéristique permettrait au missile de pouvoir changer de cible en vol, comme peut le faire le C-701 lorsqu'il est équipé de cette option. Il existe d'autres spéculations sur le TL-1, dont certaines déclarent que le TL-6 ne serait qu'une version d'exportation alors que le TL-2 serait la version que se réserveraient les Chinois. Ces affirmations resteront cependant à vérifier lorsque plus de détails seront révélés dans le futur. Même si le constructeur a affirmé que le missile pouvait être déployé à partir de nombreuses plateformes, l'exemplaire présenté à l'exposition aéronautique n'était disponible que pour une utilisation à partir des navires, désigné JJ/TL-2, JJ étant l'abréviation de Jian-Jian (en chinois : « 舰舰 »), signifiant « navire-navire ».